# Masterpiece (Basshunter)
Masterpiece è un singolo del cantautore svedese Basshunter, pubblicato il 19 ottobre 2018 e nota per l'inclusione di audio di gioco tratti dal MOBA League of Legends.

## Antefatti
Basshunter ha annunciato la produzione di un nuovo singolo il 3 gennaio 2018 e, quattro giorni dopo, ha pubblicato un frammento della canzone registrato in studio. A giugno e luglio, nel corso di due differenti interviste, Basshunter ha rivelato che il titolo del singolo sarebbe stato "Masterpiece", mentre, il 3 ottobre, ha rivelato che sarebbe stato distribuito da Ultra Music il 19 dello stesso mese. Una breve anteprima del singolo è stato distribuito l'11 ottobre 2018.
Oltre che da Ultra Music, Masterpiece è stato distribuito anche da PowerHouse, Extensive Music e Warner Music Sweden. Un video col testo del singolo è stato pubblicato da Ultra Music il giorno stesso del rilascio mentre Warner Music Sweden na annunciato un concorso in collaborazione con Stream & Steam nel quale il vincitore avrebbe ricevuto una tessera regale Steam.
Basshunter ha eseguito Masterpiece come canzone di chiusura in vari concerti e il suo manager Scott Simons ha definito la reazione del pubblico estremamente positiva, mentre il cantautore lo ha definito un brano molto diverso da "Boten Anna" e "Vi sitter i Ventrilo och spelar DotA", le opere per cui è maggiormente noto in Svezia. Nel 2019 i Den Sorte Skole hanno eseguito "Masterpiece" dal vivo allo Skanderborg Festival mentre nel 2021 Basshunter l'ha eseguita all'Øresound Festival di Copenaghen.
Il brano utilizza alcuni audio di gioco di League of Legends appartenenti ai Campioni Sona e Brand. Basshunter ha affermato che ciò serviva per richiamare l'attenzione sull'importanza dei giocatori nelle prime fasi della sua carriera oltre all'essere a sua volta fan di League of Legends.
Masterpiece ha un tempo di 132 battiti per minuto, è scritto nella tonalità del Fa minore ed è stata composta, nonché co-prodotta, da Alex Argento, Basshunter e Robert Uhlmann.

## Accoglienza
Alla sua uscita Masterpiece ha attirato l'attenzione ed è stato recensito da Aftonbladet, CelebMix, Festivalrykten, Gaffa, Hänt Bild, Hallandsposten, Mynewsdesk, Nyheter24, Official Charts Company, Dutch Top 40, e Veckorevyn; venendo inoltre nominata una delle migliori uscite della settimana per gli editori dell'Apple Music Store turco. Masterpiece è entrato nella DJ List in Germania ed è diventata la settima canzone più venduta della settimana nella categoria Euro Dance/Pop Dance e la quindicesima nella categoria EDM su Juno Download.

## Tracce
Tutte le tracce sono state scritte da Jonas Altberg.

1. Masterpiece ([34]) – 2:46
2. Masterpiece (Remix) (ft. Basshunter[7]) – 2:51